# Гагарин, Матвей Петрович
Князь Матве‌й Петро‌вич Гага‌рин (около 1659 — 16 [27] марта 1721) — русский государственный деятель из рода Гагариных, нерчинский воевода (1693—1695), глава Сибирского приказа и Оружейной палаты (1706), комендант Москвы (1707), первый глава Сибирской губернии (1711—1719). Сват канцлера Г. И. Головкина и вице-канцлера П. П. Шафирова. Казнён за лихоимство.

## Происхождение
Сын князя Петра Афанасьевича Гагарина. Матвей Петрович числится в боярских книгах стольником с 1686 года. С сентября 1691 года по 1693 год был товарищем воеводы в Иркутске у своего родного брата, князя Ивана Петровича Гагарина.

## Нерчинский воевода
С 1693 года по 1695 год Матвей Петрович — воевода в Нерчинске. В 1695 году отозван из Нерчинска. В 1696 году вышел царский указ о сборе сведений у поморских купцов, торгующих в Сибири, об уплате ими таможенных пошлин с 1692 года по 1695 год. В это время воеводой в Якутске также был князь Иван Михайлович Гагарин. Вероятно, в Москве имелись сведения о злоупотреблениях воевод Гагариных. С 1693 года по 1762 год торговля с Китаем осуществлялась казёнными караванами. Свои товары могли перевозить в караване только те, кто попал в штат каравана. От торговцев требовалось сообщить, были ли в караванах родственники и знакомые воевод. Вероятно, Матвей Петрович нелегально торговал с Китаем, не уплачивая пошлин. В 1700 году против него было возбуждено дело о неуплате комиссионных торговцу за покупку драгоценных камней в Китае.

## Гидростроитель
В 1701 году Пётр I поручил Гагарину надзор за строительством каналов и шлюзов на них. Расследование деятельности Гагарина в Нерчинске продолжалось. Новому воеводе Ю. Б. Бибикову было поручено провести сыск о недоборе ясака нерчинскими воеводами Матвеем Гагариным и Иваном Николаевым (был воеводой с 1699 года).
Гагарин руководил гидротехническими работами по соединению Волги и Невы, при этом в Вышнем Волочке (Вышневолоцкая водная система), его именем был назван один из главных каналов — Гагаринский. Помощником строительства в Вышнем Волочке Гагарину был назначен его брат Василий.
Матвей Петрович руководил строительством шлюзов до 1707 года. Было построено 24 шлюза. Царь одобрил работу и в 1706 году назначил Гагарина «начальным человеком» Сибирского приказа, со званием «генерал-президента и сибирского провинциального судьи».

## Комендант Москвы
В мае 1707 года Гагарин назначается московским комендантом, ведёт работы по укреплению Кремля и Китай-города на случай нападения шведов. В 1708—1709 годах он размещает шведских военнопленных, отвечает за приём пленных на русскую службу. В 1708—1709 годах Гагарин наблюдал за изготовлением гравюр для книг.
Гагарин становится одним из богатейших людей России. В Малом Гнездниковском переулке итальянский мастер Д.-М. Фонтана в 1708 году построил для Гагарина одну из самых пышных московских резиденций — четырёхэтажный дом в венецианском стиле с фасадом на Тверскую улицу. Под потолком были размещены аквариумы с невиданной дотоле в России рыбой. С 1707 года при дворце Матвея Гагарина жил первый японец в России — Дэмбэй. Свой дом Гагарин имел и в Санкт-Петербурге. Только на украшение окладов икон в московском и петербургском домах Гагарин потратил по 130 тысяч рублей. Еду для гостей подавали на 50 серебряных приборах; простой обед также состоял из 50 блюд.

## Сибирский губернатор
После учреждения губерний в 1708 году Гагарин назначен губернатором Сибирской губернии. Из-за войны введение губерний задержалось. Официальное именование сибирским губернатором было дозволено Гагарину 6 (17) марта 1711 года. В середине 1711 года Гагарин выехал в Сибирь.
При губернаторе возросли сборы налогов, набирались рекруты, развивались дипломатические отношения с восточными странами. Гагарин неоднократно посылал Петру I разнообразные подарки: китайский фарфор, ткани, драгоценные камни, более 2000 кедровых деревьев для царского сада, скифское золото. При Гагарине начались раскопки курганов по Ишиму, Тоболу, Иртышу, Енисею. В 1717 году губернатор издал приказ о сдаче в казну золотых и серебряных вещей, найденных при раскопках. В декабре 1716 года Гагарин послал царю 96 крупных золотых изделий и 20 мелких золотых вещей общим весом более 22 кг из раскопанных курганов.

### Строительство в Тобольске
В 1712 году Гагарин был в Москве, в июне уехал в тогдашнюю столицу Сибири — Тобольск. В Тобольске Гагарин заложил каменный кремль. В 1714 году в Тобольске были заложены Дмитровские ворота кремля. Через год началось строительство каменных стен и башен Малого города. Работой по возведению кремля руководил Семен Ремезов. На строительстве кремлёвских стен работали пленные шведы. В Тобольске появились первые мостовые.
В конце 1713 года Матвей Петрович получил разрешение посетить Санкт-Петербург.

### Пленные шведы
В 1714 году по приказу царя Гагарин отправил пленных шведов в Охотск. Они построили там морские суда и организовали водное сообщение Охотска с Камчаткой.
Пленный лейтенант организовал в Тобольске кукольный театр. В Тобольске была открыта школа для шведских и немецких детей, в которой обучались и дети городских чиновников, купцов. Преподавали в школе пленные офицеры.

### Следственный комитет
В 1714 году царю от обер-фискала А. Я. Нестерова поступила жалоба на губернатора — Гагарина обвиняли в том, что он допускает к торговле с Китаем только своих друзей, вместе с которыми получает себе «превеликое богатство». Царь приказывает губернатору вывезти из Сибири всех родственников и друзей.
В 1715 году Гагарина вызвали в Санкт-Петербург. Следственная комиссия князя Василия Владимировича Долгорукова расследовала причины низких платежей, поступивших из Сибири в 1711 году. Платежи из Сибири поступали нерегулярно. Особенно плохо платежи осуществлялись в 1715 году, когда Гагарин был в Санкт-Петербурге. Комиссия Долгорукова завершила следствие в пользу Гагарина, и в 1717 году дело Гагарина было передано комиссии Дмитриева-Мамонова, Лихарева, Пашкова и Бахметева. Гагарин во время следствия продолжал жить в Сибири. В 1718 году его вызвали в Санкт-Петербург, где он участвовал в Верховном суде по делу царевича Алексея Петровича.
Гагарин вернул в казну 215 тысяч рублей, но за Сибирской губернией числилась недоимка по таможенным сборам ещё более чем на 300 тысяч рублей.

### Начинания 1715—1716 годов
В 1715 году из Тобольска отправился отряд из трёх тысяч человек под руководством подполковника И. Д. Бухгольца. Экспедиция должна была обнаружить золото при городе Яркенд. Экспедиция завершилась провалом: люди погибли от голода и болезней, были убиты или взяты в плен калмыками (джунгарами). На обратном пути была основана Омская крепость. Впоследствии Гагарина обвиняли в плохой организации экспедиции.
В 1716 году Гагарин занялся проектированием канала между реками Тобол и Иртыш. Новый канал, построенный по приказу Гагарина, соединил реки в трёх верстах выше старого устья.
С октября 1716 года по сентябрь 1717 года в ставку киргиз-кайсацкого (казахского) хана Кайыпа, в ответ на визит его послов, было отправлено так называемое Белоусово посольство. Оно проинформировало киргиз-кайсаков, проживающих в городах Сибирской губернии, об указе князя М. П. Гагарина, обещавшего им своё покровительство; гарантии безопасности от губернатора были переданы также группе из 50 человек, занимающихся торговлей в пограничном укреплении на берегу реки Есиль. Кроме того, Кайып-хан и князь Гагарин через посольство обменивались письмами.

### Сепаратизм
Бытует предание о том, что Гагарин намеревался отделить Сибирь от России и создать самостоятельное королевство. Впервые оно появилось в записках пленного шведского офицера на русской службе Филиппа Иоганна Страленберга, прожившего в Тобольске 13 лет. Историк и краевед П. А. Словцов в книге «Историческое обозрение Сибири» (Москва, 1838) сообщает, что «Гагарин злоумышлял отделиться от России, потому что верно им водворены в Тобольске вызванные оружейники, и началось делание пороха». Гагарин также сформировал специальный полк, состоявший в основном из пленных шведов. О том, что истинной причиной опалы и казни Гагарина был замышляемый им мятеж, пишет также в своих «Записках» историк XIX века П. В. Долгоруков, имевший доступ к государственным архивам.
В частности, Долгоруков пересказывает полный текст несохранившегося обвинительного акта, где, помимо «лихоимства», князю инкриминировались следующие «преступления»: «…2. Имел намерение поднять в Сибири бунт и провозгласить себя её государем… 5. На все обращённые к нему жалобы… отвечал, что он к тому непричастен, что всё происходит по вине царя и что если бы верховная власть принадлежала ему… то население благодарило бы небо за свою судьбу… 7. С целью возмущения умов и подготовки бунта разжигал недовольство раскольников и распускал слух, что царь намеревается принудить своих подданных сменить веру… 10. Перекрыл все дороги… из Сибири в Россию… 12. Увеличил без надобности Сибирское войско… 13. Создал второй драгунский отряд, хотя и одного было достаточно… 14. Увеличил численность регулярных войск и поставил их под командование пленных шведских офицеров… 15. Лил пушки на сибирских заводах».

## Отставка
Ещё в 1718 году Гагарин был вызван царём в Санкт-Петербург для участия в следствии по делу царевича Алексея Петровича. 11 (22) января 1719 года его уволили от должности губернатора с приказом держать под караулом. В Сибирь был отправлен майор Лихарев с поручением собрать сведения о злоупотреблениях Гагарина. Лихарев составил реестр нарушений, в котором были: занижение реальных доходов губернии, взятки за винный и пивной откуп, вымогательства, угрозы купцам, присвоение казённых средств и т. д. Помимо экономических преступлений, Гагарин обвинялся в том, что он задерживал дипломатическую почту, направляемую в Китай. В 1720 году китайское правительство написало письмо, в котором отказывалось от обвинений Гагарина.
Поскольку все документы следствия над Гагариным были уничтожены, единственным источником о нём, по сути, являются мемуары современников. Гагарин пытался просить заступничества у Меншикова и императрицы. Тем не менее, 17 (28) февраля 1721 года были изданы указы о пытании и допросе людей Гагарина и о конфискации всех деревень, пожалованных ему.

## Казнь
11 (22) марта 1721 года было велено допросить Гагарина и пытать его. 14 (25) марта 1721 года сенаторы князь А. Меншиков, граф Ф. Апраксин, граф Г. Головкин, граф И. Мусин-Пушкин, П. Толстой, граф А. Матвеев, князь Д. Голицын, князь Д. Кантемир, барон П. Шафиров приговорили князя Гагарина к смертной казни.
15 (26) марта 1721 года было велено изъять в казну всё движимое и недвижимое имущество Гагарина, а все его изображения приказано уничтожить. Пётр I требовал у Матвея Петровича признать свою вину, за что даже обещал вернуть ему конфискованное имущество, но князь Гагарин по-прежнему непреклонно считал себя невиновным.
16 (27) марта 1721 года Гагарин был повешен под окнами Юстиц-коллегии в Санкт-Петербурге в присутствии царя, придворных и своих родственников. После казни Пётр I заставил всех, включая родственников казнённого, прийти на поминальный обед. Играл оркестр, на Царицыном лугу устроили пушечный салют.
Через некоторое время виселицу перевезли на площадь рядом с новой Биржей для устрашения коррупционеров. Труп Гагарина провисел на площади более 7 месяцев, ещё 25 ноября 1721 года последовал указ об укреплении его на виселице с помощью цепи. По некоторым данным, труп Гагарина после его казни несколько раз возили с места на место в назидание чиновникам. Истлевший и изъеденный птицами, он, по слухам, не предавался земле чуть ли не три года. Однако, по мнению историков и краеведов, в конечном счёте останки князя всё же были погребены в церкви Вознесения в родовом имении Сенницы Зарайского уезда.
В октябре 1721 года жене Гагарина были возвращены деревни, входившие в её приданое. Конфискованные имения князя были пожалованы И. И. Дмитриеву-Мамонову, А. М. Девиеру, Е. И. Пашкову и Я. В. Брюсу; московские и загородные дворы переданы М. Д. Олсуфьеву, а двор в Санкт-Петербурге, на Петербургском острове, пожалован бригадиру И. М. Шувалову.

## Семья и дети
От брака с дочерью вятского воеводы Степана Траханиотова Евдокией имел сына и двух дочерей. Из дочерей одна, Мария, была женой графа Ивана Гавриловича Головкина, вторая, Назарета, приняла постриг, на её средства строился собор Распятия Господня Новорождественского (Распятского) монастыря в Серпухове. Сын Алексей после казни отца был записан в матросы, но после выслужился в офицеры; в браке с дочерью вице-канцлера Шафирова оставил сына Матвея и двух дочерей — за фельдмаршалом А. М. Голицыным и за графом Д. М. Матюшкиным.

## Образ Гагарина в культуре
В художественной литературе Матвей Петрович Гагарин, как правило, изображается отрицательным персонажем. См., например, исторический роман Г. П. Данилевского «На Индию при Петре I» (1880).
В редких случаях Гагарин изображается сложным, противоречивым и даровитым персонажем. Например, в романе «Князь-раб» А. М. Родионова (Барнаул, 2007) и романе «Тобол» А. В. Иванова (Москва, 2018). В экранизации романа Иванова Гагарин (его сыграл Евгений Дятлов) предстаёт исключительно хитрым, жадным и изворотливым чиновником.

## Память
- По рядом расположенному дому Матвея Гагарина на Петроградском острове в Петербурге получил название Гагаринский пеньковый буян. Так же Гагаринская пристань на Фонтанке в свою очередь дала название соседней Гагаринской улице, которая в настоящий момент носит своё историческое название. Другая первоначальная Гагаринская улица начиналась от Домика Петра I и вела к первой улице города — Большой Дворянской (ныне это ул. Куйбышева). Теперь бывшая Гагаринская называется Мичуринской улицей. Напротив Домика Петра I, через Неву, располагалась и Гагаринская набережная (ныне набережная Кутузова).
- В Тобольске была открыта памятная доска, установленная на западной стене бывшего Тюремного замка. Барельеф был изготовлен главным художником Санкт-Петербургского монетного двора А. В. Баклановым.